# Zoi Dimitraku
Zoi Dimitraku (grec. Ζωή Δημητράκου; ur. 25 maja 1987 w Salonikach) – grecka koszykarka, występująca na pozycji silnej skrzydłowej, reprezentantka kraju. Po zakończeniu kariery zawodniczej, rozpoczęła pracę w telewizji, prowadziła wiele programów rozgrywkowych.

## Osiągnięcia
Na podstawie, o ile nie zaznaczono inaczej.

### Drużynowe
- Mistrzyni:
  - Francji (2012)
  - Grecji (2007, 2017)[3][4]
- Wicemistrzyni:
  - EuroCup (2013)
  - Rosji (2014, 2015)[5][6]
- Zdobywczyni Pucharu Grecji (2017)[4]
- Finalistka pucharu:
  - Francji (2012)
  - Rosji (2014)[5]
- Uczestniczka międzynarodowych rozgrywek:
  - Euroligi (2012–2016)
  - Eurocup (2012/2013, 2015–2017)

### Indywidualne
(* – nagrody przyznane przez portal eurobasket.com)
- Największy postęp ligi greckiej (2008)*[7]
- Zaliczona do*:
  - I składu zawodniczek krajowych ligi greckiej (2008, 2017)[7][4]
  - II składu ligi greckiej (2008, 2017)[7][4]
  - składu honorable mention ligi tureckiej (2016)[8]
- Uczestniczka meczu gwiazd (2008)[7]

### Reprezentacja

#### Seniorska
- Uczestniczka:
  - igrzysk śródziemnomorskich (2009 – 4. miejsce)
  - mistrzostw:
    - świata (2010 – 11. miejsce)
    - Europy (2009 – 5. miejsce, 2011 – 13. miejsce, 2015 – 10. miejsce)

  - kwalifikacji do Eurobasketu (2007, 2009, 2013, 2015, 2017)

#### Młodzieżowe
- Uczestniczka:
  - mistrzostw Europy: 
    - U–20 (2006 – 8. miejsce)
    - U–18 (2005 – 14. miejsce)
    - U–16 (2001 – 11. miejsce, 2003 – 12. miejsce)

  - kwalifikacji do Eurobasketu:
    - U–18 (2004)
    - U–16 (2003)